# Tramlijn D (Straatsburg)
Lijn D van de tram van Straatsburg is een internationale tramlijn in de agglomeratie van Straatsburg. De lijn telt 11 stations en loopt van het Rotonde naar Aristide Briand via station Strasbourg-Ville en het tot 2007 centrale overstapstation Homme de Fer.

## Geschiedenis
- 31 augustus 1998 
 Lijn D van de tram van Straatsburg gaat in dienst. De lijn loopt van Rotonde naar Étoile Polygone en gebruikt bijna alleen sporen die ook gebruikt worden door lijn A, waardoor de frequentie verdubbeld in de spits op het gedeelde traject.
- 25 augustus 2007 
 De lijn wordt verlengd van Étoile Polygone naar het nieuwe eindpunt Aristide Briand. Daardoor is de lijn vanaf dat moment spitslijn-af, en rijdt nu de hele dag door.
- 30 november 2013 
 De lijn wordt verlengd van de halte Rotonde naar het nieuwe eindpunt Poteries. Voor het grootste deel van de route wordt samengereden met lijn A, na halte Dante volgt de lijn een eigen route.

## Reistijden
De reistijden vanaf Poteries zijn ca.:
- Gare Centrale in 13 minuten ;
- Homme de Fer in 17 minuten ;
- Étoile-Bourse in 22 minuten ;
- Jean Jaurès in 30 minuten ;
- Port du Rhin in 34 minuten ;
- Kehl Bahnhof in 36 minuten ;
- Kehl Rathaus in 40 minuten.

## Exploitatie
Tramlijn D wordt geëxploiteerd tussen half vijf 's ochtends en half een 's nachts van maandag t/m zaterdag en tussen half zes en half een op zon- en feestdagen. De lijn rijdt niet op 1 mei. Van half zes 's ochtends tot acht uur 's avonds rijdt er van maandag t/m zaterdag elke zes minuten een tram, op andere momenten elke vijftien minuten.

## Uitbreiding naar Kehl
Na veel uitstel is de uitbreiding naar het aangrenzende Duitse Kehl in vanaf Aristide Briand de hoogste prioriteit qua uitbreidingen. De verlenging wordt 2,8 km lang en loopt naar Station Kehl. De verlenging, ter vervanging van buslijn 21, is in 2017 geopend. In 2018 volgde een verdere verlenging naar Kehl Rathaus. Het traject naar Kehl wordt met de halve frequentie van de lijn gereden, de andere trams eindigen aan de halte Port du Rhin.